# Vida y pasión de Jesucristo
Vida y pasión de Jesucristo —cuyo título original en francés es La vie et la passion de Jésus-Christ— es un cortometraje francés mudo y filmado en blanco y negro en 1897 o 1898. Fue dirigido por Georges Hatot y Louis Lumière. Es una de las primeras películas basadas en la vida de Jesús de Nazaret y la más importante hasta entonces.

## Antecedentes
Puesto que el cine nació y se desarrolló en países cuya población era mayoritariamente cristiana no es extraño que Jesús de Nazaret fuese uno de los primeros personajes históricos elegidos para relatar su vida en la pantalla. Además, existía el precedente de las pasiones populares, representaciones teatrales interpretadas por actores no profesionales. Aunque el tratamiento del tema es delicado por la naturaleza divina que los creyentes atribuyen a Jesús, el interés de los clérigos por propagar su fe hizo que fuera un tema interesante para los productores desde los mismos inicios del cinematógrafo.

## El filme
Los hermanos Lumière se percataron pronto del interés comercial que podía tener rodar una película sobre Jesucristo y en 1897 filmaron la que es la primera cinta importante sobre Jesús. En realidad no es una obra original, sino la filmación de la pasión popular que se representaba en la ciudad bohemia de Horitz.
El cortometraje tiene una duración de algo más de diez minutos y narra la vida y pasión de Jesús en trece cuadros o estampas de estética muy ingenua. Están filmadas con cámara estática y ante unos decorados planos, tal como era característico en el primitivo cine de la época.
Las trece escenas son:
1. Adoración de los Reyes Magos
2. La huida a Egipto
3. La entrada en Jerusalén
4. La traición de Judas
5. La resurrección de Lázaro
6. La cena
7. El prendimiento
8. La flagelación
9. La corona de espinas
10. La crucifixión
11. El Calvario
12. El entierro
13. La resurrección

La escena de la entrada en Jerusalén se considera perdida.

## Recepción
La película fue un éxito de público que demostró la comercialidad de este tipo de filmes. Los empresarios teatrales Marc Klaw y Abraham Erlanger —responsables también por esa misma época de la exitosa adaptación teatral de Ben-Hur— adquirieron los derechos de distribución en Estados Unidos por 10 000 dólares. A consecuencia del triunfo de la cinta de los hermanos Lumière se rodaron varias películas más de este estilo.